# Agrosaurus macgilivrayi
Agrosaurus macgilivrayi (en griego "reptil campestre") es la única una especie conocida del género dudoso  extinto Agrosaurus de dinosaurio saurisquio prosaurópodo que a finales del Triásico, supuestamente habitaba en Australia. Agrosaurus sería por tanto el dinosaurio más antiguo conocido de ese país. Sin embargo, esto parece ser un error, y el material fósil conocido parece provenir de Thecodontosaurus o un animal parecido a Thecodontosaurus procedente de Bristol, Inglaterra.
Los miembros de una expedición del sloop británico HMS Fly supuestamente recolectaron una tibia, una garra y algunos otros fragmentos en un bloque rocoso en 1844 en Cape York, Queensland. El espécimen original fue adquirido por el Museo Británico en 1879, pero los restos no fueron estudiados hasta 1891. En ese año, Harry Govier Seeley lo denominó como Agrosaurus macgillivrayi. El espécimen sin embargo no fue preparado hasta fines de la década de 1980 Tras su preparación, Ralph Molnar (1991) notó sus similitudes con el prosaurópod Massospondylus. Galton y Cluver (1976) consideraron a Agrosaurus como cercano a Anchisaurus. Vickers-Rich, Rich, McNamara y Milner (1999) sinonimizaron a Agrosaurus con Thecodontosaurus antiquus, afirmando que los restos del Museo Británico estaban mal catalogados. La dificultad para identificar correctamente la procedencia de los fósiles yace en que la bitácora del Fly no la registró. La matriz en la que se preservaron los huesos de prosaurópodo fue comparada con rocas de edad similar de Cape York y Durdham Downs, siendo esta última localidad en donde se hallaron los restos de Thecodontosaurus en el área de Bristol en Inglaterra. Las rocas inglesas fueron las que más se asemejaron. De hecho, tan recientemente como 1906, Friedrich von Huene había descrito a la matriz rocosa como "extremadamente reminiscente de los huesos de la brecha en Durdham Downs cerca de Bristol" y había renombrado a la especie como Thecodontosaurus macgillivrayi. Restos de una mandíbula de esfenodonto idéntica a Diphyodontosaurus avonis, un reptil parecido a un lagarto común en las rocas del Triásico de Bristol también fue extraída de la matriz. Esta reinterpretación de Agrosaurus como un espécimen inglés mal identificado ha sido aceptada en los últimos trabajos.
De los escasos restos parece que el animal vivo mediría cerca de tres metros de largo, con la apariencia típica de los prosaurópodos: cuerpo robusto, el cuello largo, cabeza pequeña y pies con garras, y patas traseras alargadas. Pudo haber sido principalmente herbívoro o incluso omnívoro.
El nombre Agrosaurus es considerado como un nomen dubium o un sinónimo más moderno de Thecodontosaurus. Si Agrosaurus no es de Australia, que parece ser lo más probable, Rhoetosaurus y Ozraptor, ambos del Bajociano (Jurásico Medio) serían los dinosaurios australianos más antiguos conocidos. Estos por su parte están mucho mejor documentados.